# Modra
Modra (deutsch Modern, ungarisch Modor,  lateinisch Modorinum) ist eine Stadt in der Slowakei.
Die Stadt Modra erstreckt sich zwischen ertragreichen Weinbergen am östlichen Fuße der Kleinen Karpaten, sie wird auch die „Perle der Kleinen Karpaten“ genannt. Modra ist die Stadt mit der größten Weinanbaufläche in der Slowakei und ist eines der Zentren des Kleinkarpatischen Weinbaugebiets.
Sie ist ein wichtiger Ausgangspunkt für Wanderungen in die Kleinen Karpaten. Die Siedlungen Harmónia und Piesok (Zochova chata) und andere, allesamt offiziell Stadtteile von Modra, sind beliebte Erholungsorte der Bewohner der slowakischen Hauptstadt Bratislava. Sie beherbergen Hotels und Hüttenkolonien, und viele Bratislavaer haben hier ihre Wochenendhäuser. Modra ist auch wegen der aus der Stadt stammenden blau-weißen Modraer Keramik (Majolika) bekannt.

## Gliederung
Modra umfasst neben dem Hauptort noch 2 Gemeindeteile („miestna časť“) Harmónia und Piesok (deutsch Sand) sowie die weiteren Unterteilungen Kráľová (deutsch Königsdorf, 1863 eingemeindet) und Zochova chata.

## Geschichte

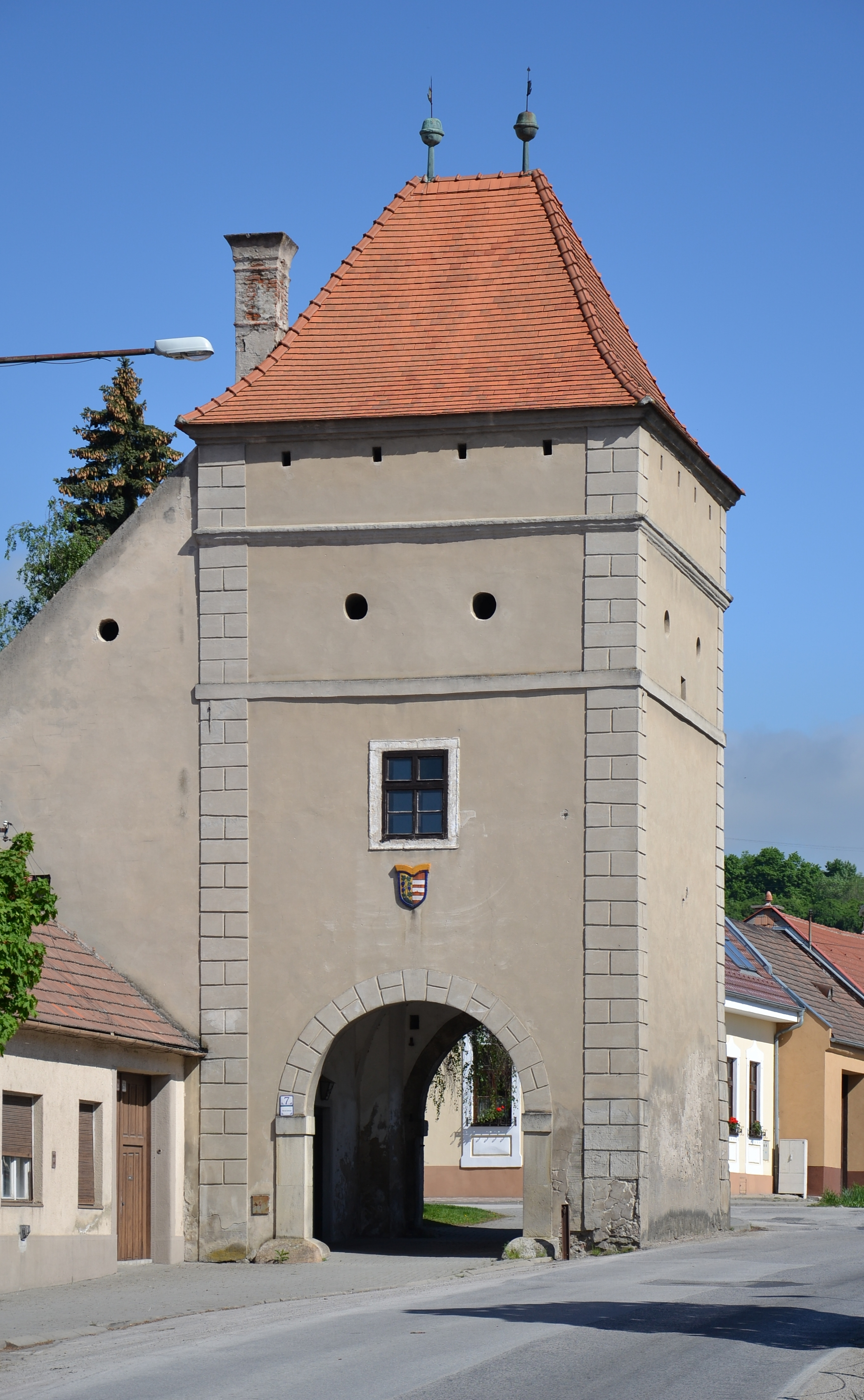
Stadttor in Modra

Slawische Siedlungen wurden bereits aus der Zeit Großmährens gefunden. Zum ersten Mal wurde der Ort Modra im Jahre 1158 schriftlich in einem Schriftstück des ungarischen Königs Géza II. erwähnt. Nach einer Verwüstung durch den Mongolen-Einfall im Jahre 1241 wurde die Siedlung von Ungarn und einigen deutschen Siedlern wieder aufgebaut. 1361 erhielt Modra die Stadtrechte und erst 1607 wurde es zu einer königlichen Freistadt erhoben. Die Freistadt gehörte seit dem 17. Jahrhundert zu den bedeutendsten Gewerbezentren in der Slowakei und ist eines der bekanntesten Weinbaugebiete. 
Seit Beginn des 19. Jahrhunderts gibt es hier keramische Industrie und Majolikafabriken. 1883 regte ein evangelischer Pfarrer die Gründung einer Fachschule für Keramik an, die aufgrund der Fertigkeiten der Habaner die so genannte Slowakische Keramik entwickelte. Die Schule war dann bis zu deren politisch motivierter Schließung 1939 die keramischen Abteilung der Kunstgewerbeschule (Škola umeleckých remesiel) Bratislava. Leiter war Irmfried Liebscher.
Die Stadt hatte traditionell Auseinandersetzungen mit dem benachbarten Pezinok. Zudem ist die Stadt dadurch „berühmt“ geworden, dass die Bahnstrecke Bratislava–Žilina sie umgeht, da sich der Magistrat zur Zeit des Baues der Pressburg-Tyrnauer Eisenbahn weigerte, den Eisenbahnbau zu gestatten.

## Bevölkerung
| Jahr                | 1994 | 2004    | 2014    | 2024    |
| ------------------- | ---- | ------- | ------- | ------- |
| Anzahl der Personen | 8409 | 8657    | 8817    | 9160    |
| Unterschied         |      | +2,94 % | +1,84 % | +3,89 % |

| Jahr                | 2023 | 2024    |
| ------------------- | ---- | ------- |
| Anzahl der Personen | 9201 | 9160    |
| Unterschied         |      | −0,44 % |

## Sehenswürdigkeiten
- Observatorium der Comenius-Universität Bratislava im Stadtteil Zochova chata mit dem derzeit modernsten Teleskop in der Slowakei.
- Grabstätte mit Denkmal, Haus, Museum und Statue von Ľudovít Štúr; das Museum befindet sich im ehemaligen Rathausgebäude, das Denkmal ist auch Štúrs Bruder, einem bekannten Geologen, gewidmet
- Reste der 1610–1648 erbauten Stadtbefestigung; es sind auch eine Bastei (mit der Ignác-Bizmayer-Galerie) und das Obere Tor erhalten geblieben; das Obere Tor trägt die Inschrift: „Wo der Herr die Stadt nicht bewacht, wachen die Wächter vergeblich“
- Landschloss hinter dem Oberen Tor der Stadtbefestigung, beherbergt die Weinbauschule
- ein Renaissance-Gebäude vom Ende des 17. Jahrhunderts in der Dolná-Straße
- die heutige Produktionswerkstatt der Modraer Keramik

- Kirchen:
  - römisch-katholische Kirche des Heiligen Königs Stefan aus dem Jahr 1873–1876 am Marktplatz
  - römisch-katholische Kirche des Heiligen Johannes des Täufers aus der zweiten Hälfte des 14. Jahrhunderts auf dem Friedhof mit einer Tabelle der Namen von Opfern des Ersten Weltkriegs
  - evangelische Kirche des Augsburger Bekenntnisses (sog. „Deutsche Kirche“), 1714 fertig gebaut, heutige Form 1834
  - evangelische Kirche der Hl. Apostel Petrus und Paulus (sog. „Slowakische Kirche“), 1715 fertig gebaut, heutige Form 1826, steht gleich neben der Deutschen Kirche
  - kleine Barockkapelle der Jungfrau Maria aus dem Jahre 1740, steht vor den evangelischen Kirchen
  - Kapelle des Heiligen Michael aus dem Jahre 1873
  - Ehemalige Synagoge aus dem Jahr 1902
- Siehe auch: Liste der denkmalgeschützten Objekte in Modra

## Persönlichkeiten
- Ignác Bizmayer, slowakischer Künstler
- Viera Kraicová, slowakische Künstlerin
- Franz Raffelsperger (1793–1861), Geograph, Kartograph und Beamter
- Ondrej Rigo (1955–2022), Serienmörder
- Michael Ritthaler (1641–1685), deutscher lutherischer Theologe, Schulrektor und Bibliothekar
- Georg Friedrich Schnaderbach (1669–1716), ev.-lutherischer Prediger
- Vincent Šikula (1936–2001), slowakischer Schriftsteller
- Ľudovít Štúr (1815–1856), slowakischer Philologe und Schriftsteller